# 히토이치정
히토이치정(一日市町)은 아키타현 미나미아키타군에 있던 정이다. 하치로가타정 남부에 해당한다.

## 역사
- 1889년 4월 1일 - 정촌제 시행에 의해 근세이후의 히토이치촌이 단독으로 자치체를 형성하였다.
- 1925년 12월 1일 - 정으로 승격해 히토이치정이 되었다.
- 1956년 9월 30일 - 오모가타촌과 합병해, 하치로가타정이 성립하였다. 동일 히토이치정이 폐지되었다.

## 교통

### 철도
- 일본국유철도 오우 본선

### 도로
- 국도 7호선